# Икаса, Мигель де
Мигель де Икаса (исп. Miguel de Icaza, р. 23 ноября 1972, Мехико, Мексика) — мексиканский и американский программист. Основатель проектов GNOME и Mono, а также автор файлового менеджера Midnight Commander.

## Биография
Мигель де Икаса родился в Мехико. Отец — физик, мать — биолог. Проходя курс прикладной и вычислительной математики в Национальном автономном университете Мексики (UNAM), в возрасте 18 лет присоединился к проекту GNU. Его первым вкладом стала разработка файл-менеджера Midnight Commander. Также работал над ядром Linux и процессором электронных таблиц Gnumeric.
Летом 1997 года де Икаса прошёл собеседование в Microsoft для работы в группе разработчиков Internet Explorer для UNIX, но не смог получить необходимую для переезда в США визу H1-B, так как не окончил UNAM и не получил диплома. Позже, в 2001 году, Мигель де Икаса заявил в интервью, что во время собеседования он пытался убедить представителей Microsoft в целесообразности открытия исходных кодов Internet Explorer ещё до того, как Netscape открыл исходники своего браузера.
В августе того же года Мигель де Икаса вместе с Федерико Меной, своим другом по учёбе в UNAM, основал проект GNOME с целью создания полностью свободной рабочей среды для UNIX-подобных операционных систем. В 1999 году вместе с Нэтом Фридманом де Икаса основал компанию Ximian для разработки GNOME-ориентированного ПО. В этой компании стали работать участники проекта GNOME. В 2001 году Ximian объявил о начале работ над Mono — проектом по созданию полноценного воплощения .NET на основе свободного программного обеспечения. В августе 2003 года компания Ximian была приобретена корпорацией Novell. Основатели Ximian занимают в Novell позиции вице-президентов по поддержке и проектированию Linux-проектов.
В 1999 году Мигель де Икаса был удостоен премии FSF за продвижение свободного программного обеспечения, а журнал «Technology Review» Массачусетского технологического института назвал его «инноватором года». В сентябре 2000 года журнал Time включил Мигеля де Икасу в сотню инноваторов XXI века.
Позднее подвергался критике со стороны представителей движения за свободное программное обеспечение в связи с защитой некоторых технологий Microsoft. В частности, Ричард Столлман назвал Икаса «предателем сообщества свободного программного обеспечения». На это последний ответил, что верит в «мир возможностей» и остаётся открытым для обсуждения путей улучшения свободного ПО.
В августе 2012 года Икаса высказал мысль о том, что Linux на настольном компьютере «был убит системой Mac OS X» и уточнил, что этот факт вызван следующими обстоятельствами: ориентированностью Linux на среду разработчиков и пользователей с техническим образованием, недостатком обратной совместимости и несовместимостью между основными дистрибутивами Linux.

## Награды и признание
В 1999 году Мигель де Икаса был удостоен Фондом свободного программного обеспечения награды за вклад в развитие свободного программного обеспечения. Массачусетский технологический институт присвоил ему звание новатора 1999 года.
В 2000 году журнал Тайм включил его в список 100 новаторов наступающего века.
В 2010 году Microsoft присудила ему звание «Наиболее ценный специалист».
В марте 2010 года он был назван пятым среди «наиболее влиятельных лиц открытого кода».

## Личная жизнь
В 2001 году де Икаса сыграл камео в фильмах «Опасная правда» и «Код».
В 2003 году женился на бразильянке Марии Лауре.
В январе 2015 года получил гражданство США.